# Odvolání
Odvolání je řádný opravný prostředek, kterým lze napadnout nepravomocné rozhodnutí soudu nebo správního úřadu prvního stupně. Řízení o odvolání probíhá v režimu apelace, tzn. odvolací orgán, který je orgánu prvního stupně v dané věci bezprostředně nadřízen, přezkoumává správnost napadeného rozhodnutí po všech stránkách (po stránce právní i skutkové) a pokud odvolání shledá důvodným, napadené rozhodnutí zruší a podle své úvahy buď věc vrátí zpět k dalšímu řízení, nebo rozhodne ve věci sám. Proti rozhodnutí o odvolání se již odvolat nelze.
Co se týče soudnictví, pokud je soudem prvního stupně okresní soud, je odvolacím soudem krajský soud, pokud v prvním stupni rozhoduje soud krajský, je odvolacím soudem vrchní soud.

## Podání odvolání a jeho účinky
O možnosti podat odvolání musí být oprávněné osoby přímo v textu daného rozhodnutí poučeny. Odvolání se podává u toho soudu nebo správního úřadu, který napadené rozhodnutí vydal. Ten je pak povinen, s výjimkou, kdy může a rozhodne se věc řešit tím, že odvolateli sám plně vyhoví (tzv. autoremedura), odvolání spolu s příslušnými spisy postoupit soudu nebo úřadu odvolacímu. Podání odvolání tudíž vyvolává dvojí účinek:
1. Odkladný (suspensivní) účinek znamená, že včas podaným odvoláním se odkládá právní moc a vykonatelnost napadeného rozhodnutí. Ve výjimečných případech může soud nebo správní úřad, který napadené rozhodnutí vydal, odkladný účinek odvolání vyloučit.
2. Devolutivní účinek způsobuje, že o odvolání zásadně rozhoduje soud nebo správní úřad nadřízený soudu nebo úřadu, který rozhodnutí vydal.

Práva podat odvolání se lze vzdát, stejně jako lze podané odvolání do rozhodnutí odvolacího orgánu vzít zpět.

## Odvolání v občanském soudním řízení
Odvolání v občanském soudním řízení může podat každý účastník řízení, v taxativně stanovených řízeních i státní zástupce, do 15 dnů od doručení rozhodnutí. V odvolacím řízení se však projevuje obecná tendence směřující k tzv. koncentraci řízení, a tak je např. nepřípustné uplatňovat nové důkazy, pokud strana mohla tyto důkazy uplatnit (a věděla o jejich relevanci) už v řízení u soudu prvního stupně. V některých případech není odvolání přípustné vůbec nebo jsou jeho důvody striktně omezeny, např. se nelze odvolat proti usnesení, jímž soud pouze upravuje vedení řízení (např. odročuje jednání) nebo jímž schválil smír, stejně jako není možné odvolání proti rozsudkům v tzv. bagatelních věcech (spory o plnění do 10 000 Kč).
Opožděně podané odvolání odmítne už soud prvního stupně, jinak rozhoduje odvolací soud (u rozhodnutí soudů okresních jím je soud krajský, u rozhodnutí soudů krajských soud vrchní). V nesporném řízení se uplatňuje systém úplné apelace, ve sporném pak systém neúplné apelace, kdy soud přezkoumává napadené rozhodnutí jen v mezích podaného odvolání. Zjištěným skutkovým stavem ale odvolací soud vázán není a může jak provedené dokazování zopakovat, tak provést důkazy nové, má-li to za potřebné. Neoprávněně podané odvolání odmítne, jinak buď věcně správné rozhodnutí potvrdí či je jako nesprávné změní, případně jako vadné či nepřezkoumatelné zcela či zčásti zruší. V takovém případě pak buď věc postoupí příslušnému orgánu, řízení zastaví nebo věc vrátí se závazným právním názorem soudu prvního stupně k novému rozhodnutí.

## Odvolání v trestním řízení
Odvolání lze v trestním řízení uplatnit jen proti rozsudku, řádný opravný prostředek proti usnesení se nazývá stížnost. Toto rozlišování mezi odvoláním a stížností mělo základ v trestním řádu z roku 1873, podle něhož bylo možno napadnout rozsudek jak odvoláním, tak zmateční stížností (odvolací a zmateční důvody se však lišily a různé byly i soudy, které o těchto opravných prostředcích rozhodovaly). Řízení o odvolání se nazývá opravné řízení a je nepovinným stadiem celého řízení trestního.
Odvolání je třeba podat do osmi dnů od doručení rozsudku a mohou ho podat jak státní zástupce, tak obžalovaný, případně i jeho příbuzní, poškozený, který uplatnil nárok na náhradu škody, nebo zúčastněná osoba proti výroku o zabrání věci. V neprospěch obžalovaného ale jen státní zástupce či poškozený. Opožděně nebo neoprávněně podané odvolání odvolací soud zamítne, pokud nebude splňovat všechny zákonné náležitosti, tak je odmítne. Zamítne jej také tehdy, pokud odvolání shledá nedůvodným, jinak rozsudek zcela nebo částečně zruší a buď věc postoupí jinému příslušnému orgánu, trestní stíhání přeruší či zastaví, věc vrátí státnímu zástupci k došetření či soudu prvního stupně k novému rozhodnutí, nebo ve věci rozhodne sám. Sám ale nemůže obžalovaného uznat vinným skutkem, pro který již byl napadeným rozhodnutím zproštěn, a nemůže ho také uznat vinným těžším trestným činem (zásada zákazu reformatio in peius). Pokud věc vrátí soudu prvního stupně, je ten poté vázán právním názorem soudu odvolacího.

## Odvolání ve správním řízení
Ve správním řízení je odvolání standardním řádným opravným prostředkem proti téměř všem rozhodnutím, proti rozhodnutím ústředního orgánu státní správy je jím ale rozklad.
Lhůta k podání odvolání činí 15 dnů ode dne oznámení rozhodnutí a odvolání může podat každý účastník daného řízení. I zde se uplatňuje koncentrace řízení, protože nové důkazy a skutečnosti lze uplatnit jen tehdy, pokud je účastník nemohl uplatnit již dříve. Odvolací správní orgán pak opožděné nebo nepřípustné odvolání zamítne, zamítne jej a napadené rozhodnutí potvrdí také tehdy, pokud odvolání shledá nedůvodným. Jinak rozhodnutí zcela nebo zčásti zruší a buď řízení zastaví nebo věc vrátí správnímu orgánu prvního stupně k novému rozhodnutí, přičemž tento už bude vázán jeho právním názorem. Může také dané rozhodnutí sám změnit, nikoli však u rozhodnutí obce či kraje v samostatné působnosti nebo v neprospěch odvolatele.
Stejně jako u řízení v prvním stupni, i v odvolacím správním řízení je správní orgán vázán lhůtami pro vydání rozhodnutí, ať už obecnými nebo podle zvláštních právních předpisů. V případě, že správní orgán rozhodnutí nevydá v zákonné lhůtě, lze iniciovat uplatnění prostředků proti nečinnosti. Lhůty pro vydání rozhodnutí jsou ovšem lhůtami pořádkovými, a proto jejich překročení samo o sobě nemůže vést k závěru o nezákonnosti procesního postupu či rozhodnutí, které z něj vzešlo.

## Odvolání v daňovém řízení
V daňovém řízení je odvolání řádným opravným prostředkem. Odvolací řízení upravuje § 109–116 daňového řádu. Odvolání lze podat do 30 dnů ode dne doručení rozhodnutí, proti němuž odvolání směřuje. Správce daně, jehož rozhodnutí je odvoláváním napadeno, může rozhodnutí změnit sám autoremedurou. Nerozhodne-li správce daně o odvolání sám, postoupí odvolání odvolacímu orgánu. Odvolacím orgánem vůči finančním úřadům je Odvolací finanční ředitelství se sídlem v Brně.